# کلی جنسن
کلی جنسن (به انگلیسی: Clay Jensen) یک شخصیت خیالی داستانی است که توسط نویسنده آمریکایی جی اشر خلق شده‌است. اولین حضور این شخصیت در رمان سیزده دلیل برای اینکه نوشته جی اشر می‌باشد که در سال ۲۰۰۷ منتشر شد. در اقتباس سریالی این رمان که در سال ۲۰۱۷ توسط نت‌فلیکس ساخته شد، بازیگر آمریکایی، دیلان مینت نقش این شخصیت را ایفا کرد. فصل اول این سریال در تاریخ ۳۱ مارس ۲۰۱۷ در دسترس قرار گرفت. دیلان مینت در فصل دوم سریال نیز که در سال ۲۰۱۸ پخش شد دوباره نقش کلی جنسن را ایفا کرد.
کلی جنسن یکی از اصلی‌ترین شخصیت‌های کتاب و سریال ۱۳ دلیل برای اینکه می‌باشد. او نوجوانی درونگرا، کم حرف و منزوی است که در دبیرستان لیبرتی تحصیل می‌کند. کلی در طول داستان با دختری به نام هانا بیکر آشنا و سپس عاشق او می‌شود. رابطه پیچیده او و شخصیت هانا بیکر یکی از اصلی‌ترین ویژگی‌های رمان ۱۳ دلیل برای اینکه و سریال اقتباسی آن محسوب می‌شود. کلی یکی از کسانی است که هانا بیکر پیش از خودکشی دلخراش خود، یک نوار برایش ضبط کرده و در آن رابطه اش را با او شرح داده‌است. بهترین دوست کلی، پسری همجنس‌گرا و اهل مکزیک، بنام تونی پادیلا است که کلی را در غلبه بر مشکلاتش کمک می‌کند.
بازی دیلان مینت در نقش کلی جنسن تحسین منتقدان و تماشاگران را به همراه داشت.منتقدین توانایی مینت را در نشان دادن احساسات پیچیده کلی ستایش کردند و صحنه‌های مشترک او با کاترین لانگفورد را جزو بهترین ویژگی‌های سریال ۱۳ دلیل برای اینکه دانستند.

## زندگی‌نامه
در رمان سیزده دلیل برای اینکه و سریال اقتباسی آن، کلی جنسن به عنوان نوجوانی درونگرا به بیننده معرفی می‌شود. کلی بسیار کم حرف است. گذشته شخصی کلی در کتاب و سریال همواره در ابهام قرار دارد. در داستان با توجه به اطلاعاتی که خواننده دریافت می‌کند، متوجه می‌شویم که کلی اختلال اضطراب اجتماعی دارد و پیش تر نیز از اختلال افسردگی اساسی رنج می‌برده‌است. او برای غلبه بر مشکلات خود پیش روانشناس می‌رفته و حتی مدتی قرص نیز مصرف می‌کرده‌است اما او به تشخیص خود این قرص‌ها را قطع می‌کند زیرا احساس می‌کند که فقط باعث بدتر شدن حالش می‌شود. کلی به فاصله کوتاهی دو دوست بسیار صمیمی خود در دبیرستان؛ یعنی هانا بیکر و جف اتکینز را از دست می‌دهد. او پسری تنهاست و بیشتر وقت را نیز با تنها دوستش یعنی تونی می‌گذارند. پدر و مادر کلی هر دو تحصیل کرده هستند. پدر او محقق و استاد ادبیات و مادرش وکیل دادگستری است. رابطه کلی با پدرش به مراتب صمیمی تر نسبت به مادرش است زیرا مادرش مدام از کلی می‌خواهد که با آن‌ها حرف بزند و این با روحیه درونگرای کلی به کاملاً در تضاد است.
بعد از خودکشی هانا بیکر، کلی یک روز هنگام بازگشت به خانه با بسته عجیبی رو به رو می‌شود. او بسته را باز می‌کند و متوجه می‌شود سیزده نوار کاست در آن وجود دارد. کلی یکی از نوارها را امتحان می‌کند و در کمال تعجب با صدای ضبط شده هانا مواجه می‌شود. هانا می‌گوید که قصد دارد در این سیزده نوار داستان زندگی خود و به خصوص دلایلش را برای خودکشی شرح دهد و کلی باید همه نوارها را تا آخر گوش بدهد. کلی که بسیار گیج شده با گوش دادن به نوارها و اتفاقاتی برایش رقم می‌خورد متوجه می‌شود تعداد زیادی از بچه‌های دبیرستان این نوارها را دریافت کرده‌اند و علت مرگ هانا خیلی پیچیده‌تر از آن بوده که در ابتدا می‌پنداشته‌است.

## پیدایش
کلی جنسن نخستین بار در رمان سیزده دلیل برای اینکه به جهان معرفی شد اما شهرت جهانی این شخصیت با سریال اقتباسی نت‌فلیکس شکل گرفت. نخستین بار در ژوئن ۲۰۱۶ اعلام شد که دیلان مینت قرار است نقش این شخصیت را در سریال ۱۳ دلیل برای اینکه بازی کند. مینت در طی یک مصاحبه اعلان کرد که اشتراک‌های فراوانی بین او و شخصیت کلی جنسن وجود دارد: «شخصیت من بسیار به کلی جنسن شباهت دارد و این چیزی نیست که بتوانم از آن فرار کنم همان‌طور که شما نمی‌توانید. من بسیاری از ویژگی‌های کلی را در درون خودم پیدا کردم و متوجه شدم که در بعضی از موقعیت‌های خاص چقدر به هم شبیه هستیم. این مسئله تأثیر زیادی بر روی اجرایم داشت و سعی کردم از آن استفاده کنم.»
مینت در مصاحبه ای دربارهٔ شخصیت کلی در فصل دوم گفته‌است: «در فصل دوم می‌بینیم که کلی سعی می‌کند با زندگی همراه شود. او تلاش می‌کند شاد باشد؛ سعی می‌کند عادی باشد اما خیلی زود متوجه می‌شود که برای چنین زندگی‌ای ساخته نشده‌است. او هنوز با خاطرات هانا زندگی می‌کند و همین هم او را به موقعیت‌های خطرناکی می‌کشاند. او سعی می‌کند با افکار منفی‌اش مبارزه کند اما حتی خودش هم می‌داند که موفق نخواهد شد.»

## پذیرش

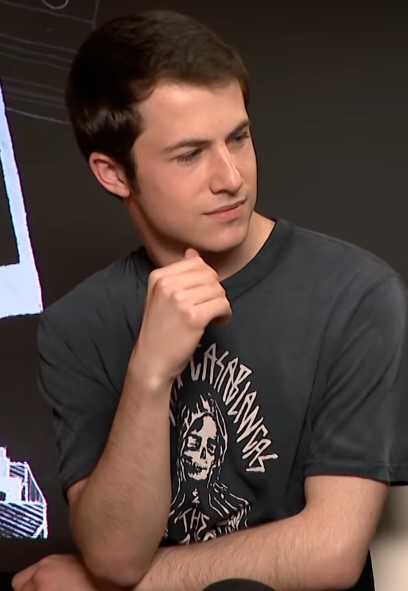
هنرنمایی دیلان مینت در نقش کلی جنسن تحسین منتقدان را در پی داشته‌است.

شخصیت کلی جنسن و بازی دیلان مینت با استقبال خوب منتقدان و تماشاگران همراه بود.منتقد اکسپرس بازی مینت را ستود و گفت بازی مینت در این نقش نیازمند دریافت یک جایزه جداگانه به نام "جایزه ویژه طرفداران کلی" است." منتقد آی‌جی‌ان نوشت «مینت بازی قابل تحسین در نقش کلی جنسن دارد. بازی او در این نقش سخت و همراهی اش با کاترین لانگفورد سکانس‌های درخشانی خلق کرده‌است.» منتقدان دیگر نیز بازی مینت را ستایش کردند و به خصوص صحنه‌های دو نفره او با لانگفورد را از نقاط قوت سریال دانستند.